# Teucholabis (Teucholabis) wighti
Teucholabis (Teucholabis) wighti is een tweevleugelige uit de familie steltmuggen (Limoniidae). De soort komt voor in het Neotropisch gebied.